# Guye Adola Idemo
Guye Adola Idemo (* 20. Oktober 1990 in Adola, Oromiyaa-Region) ist ein äthiopischer Langstreckenläufer, der sich auf Straßenläufe im Bereich 10 km bis zum Marathon spezialisiert hat.

## Werdegang
Adola gewann die Bronzemedaille bei den Halbmarathon-Weltmeisterschaften 2014 in Kopenhagen.
Mit einer Zeit von 59:06 min gewann er 2014 den Delhi-Halbmarathon.
Am 24. September 2017 erreichte er beim Berlin-Marathon als Debütant über die Marathonstrecke überraschend den zweiten Platz mit einer Zeit von 2:03:46 h. Er war damit der schnellste Debütant und siebtschnellste Läufer über diese Distanz.
Am 26. September 2021 gewann Idemo den Berlin-Marathon in einer Zeit von 2:05:45 h.

## Persönliche Bestzeiten
| Strecke           | Zeit         | Ort        | Datum              |
| ----------------- | ------------ | ---------- | ------------------ |
| 10.000 m (Bahn)   | 27:09,78 min | Eugene     | 27. Mai 2016       |
| 10 km Straßenlauf | 28:22 min    | Dongio     | 21. April 2014     |
| 15 km Straßenlauf | 42:27 min    | Kopenhagen | 29. März 2014      |
| 20 km Straßenlauf | 56:20 min    | Kopenhagen | 29. März 2014      |
| Halbmarathon      | 59:06 min    | Neu Delhi  | 23. November 2014  |
| Marathon          | 2:03:46 h    | Berlin     | 24. September 2017 |

## Nationale und internationale Erfolge
| Jahr | Platz | Event                                    | Zeit      | Ort         | Datum         |
| ---- | ----- | ---------------------------------------- | --------- | ----------- | ------------- |
| 2014 | 4     | Äthiopische Meisterschaften Halbmarathon | 61:56 min | Addis Abeba | 23. Februar   |
| 2014 | 3     | Weltmeisterschaften Halbmarathon         | 59:06 min | Kopenhagen  | 29. März      |
| 2014 | 16    | Weltmeisterschaften Halbmarathon         | 63:26 min | Cardiff     | 26. März      |
| 2017 | 2     | Berlin-Marathon 2017                     | 2:03:46 h | Berlin      | 24. September |
| 2021 | 1     | Berlin-Marathon 2021                     | 2:05:45 h | Berlin      | 26. September |

## Persönliche Jahresbestleistungen
| Jahr | Strecke           | Zeit         | Ort        | Datum        |
| ---- | ----------------- | ------------ | ---------- | ------------ |
| 2016 | 10.000 m (Bahn)   | 27:09,78 min | Eugene     | 27. Mai      |
| 2014 | 10 km Straßenlauf | 28:22 min    | Dongio     | 21. April    |
| 2014 | 15 km Straßenlauf | 42:27 min    | Kopenhagen | 29. März     |
| 2015 | 20 km Straßenlauf | 57:20 min    | Lissabon   | 22. März     |
| 2014 | 20 km Straßenlauf | 56:20 min    | Kopenhagen | 29. März     |
| 2017 | Halbmarathon      | 59:18 min    | Ostia      | 12. März     |
| 2016 | Halbmarathon      | 1:03:22 h    | Las Tunas  | 14. Februar  |
| 2015 | Halbmarathon      | 1:00:45 h    | Lissabon   | 22. März     |
| 2014 | Halbmarathon      | 59:06 min    | Neu Delhi  | 23. November |